# Dariusz Drelich
Dariusz Drelich (ur. 10 lipca 1967 w Kolbudach) – polski polityk, przedsiębiorca i samorządowiec, w latach 2015–2023 wojewoda pomorski.

## Życiorys
W drugiej połowie lat 80. był członkiem rady miejskiej Patriotycznego Ruchu Odrodzenia Narodowego i delegatem na wojewódzki zjazd PRON.
Ukończył studia z zakresu organizacji i zarządzania na Uniwersytecie Gdańskim, a także studia podyplomowe na Politechnice Gdańskiej i w Wyższej Szkole Bankowej w Gdańsku. Od 1990 do 1994 był radnym i członkiem zarządu gminy Kolbudy. Następnie pracował głównie w przedsiębiorstwach leasingowych, prowadził też własną działalność gospodarczą.
Zaangażował się w działalność polityczną w ramach Kongresu Liberalno-Demokratycznego, z którego listy kandydował bez powodzenia do Sejmu w wyborach parlamentarnych w 1993. W 2005 wstąpił do Prawa i Sprawiedliwości. Z listy tej partii kandydował na posła w 2011. W 2014 uzyskał mandat radnego powiatu gdańskiego, objął funkcję przewodniczącego klubu radnych PiS. 8 grudnia 2015 został powołany na stanowisko wojewody pomorskiego. W wyborach parlamentarnych w 2019 i 2023 bezskutecznie kandydował do Senatu. W grudniu 2023 został odwołany ze stanowiska wojewody pomorskiego. W 2024 z ramienia PiS wystartował w wyborach do Parlamentu Europejskiego z okręgu nr 1. W tym samym roku objął stanowisko zastępcy dyrektora biura administracyjno-gospodarczego IPN.

## Życie prywatne
Zamieszkał w miejscowości Lublewo Gdańskie w gminie Kolbudy. Jest żonaty, ma córkę.